# Університети марксизму-ленінізму
Університе́ти маркси́зму-леніні́зму — освітянські установи в системі партійного навчання в СРСР й УРСР, посередня ланка між вищими партійними школами при ЦК КПРС і ЦК КПУ та різними нижчими короткотерміновими курсами політичної освіти для членів партії і непартійних (див. Партійна освіта в СРСР). Створено 1938, час навчання спершу 2, потім 3 роки, без відриву від виробництва, зазвичай, вечорами; є також відділи заочного навчання. Підготовляють головно пропаґандистські кадри; діють при міськкомах КПРС, а їх філії існують при деяких великих підприємствах; складаються з факультетів (загального, партійно-господарського і пропаґанди). У 1963 в Україні діяв 41 університет з 37 000 слухачів, 1975 в СРСР було 353 університети з 335 000 слухачів, у тому числі близько 15 % в УССР. Серед слухачів 1/3 непартійних, переважно працівників радянських державних і господарських установ.